# Imaan Sulaiman-Ibrahim
 (mai 2024).
Imaan Sulaiman-Ibrahim née le 19 avril 1980 à Jos dans l'Etat de Plateau au Nigéria est une experte dans la résolution de conflit, développement du captal humain, consolidation de paix, sécurité nationale, administration par excellence et ministre secrétaire d'Etat de la police,,.

## Enfance et éducation
Imaan Sulaiman-Ibrahim, née le 19 avril 1980 à Jos dans l'Etat de Plateau au Nigeria, est une experte dans la résolution de conflits, le développement du captal humain, la consolidation de paix, la sécurité nationale et l'administration.  
Elle passe son enfance à Abuja où elle fait la maternelle à l'école maternelle d'Aruwa, le primaire à l'école primaire d'Abuja et de Jabi actuellement école primaire LEA de Jabi. Elle fait ses études secondaires au lycée des filles de Bwari dans l'État d'Abuja,.  
Au niveau supérieur, elle obtient une licence en sociologie à l'université d'Abuja, deux masters simultanément dont un Master en Business Administration (MBA) et un master en management (MA) à l'université de Webster à Saint Louis dans l'État du Missouri. Elle obtient plus tard un doctorat en sécurité et stratégie à l'académie de défense du Nigéria,.
Membre associé de la Chartered Institute Personnel Development Associate, elle suit des cours en Executive Management Intelligence 14 qui lui vaut le statut de Fellow Security Institute.

## Carrière
Imaan commence sa carrière en entreprise à l'Abuja Geographic Information Systems (AGIS) au Nigeria, ensuite au Royaume-Uni elle officie comme consultante en ressources humaines et enfin travaille pour Mary Kay Cosmetics comme commerciale et y devient responsable des ventes,.  
En 2019, elle intègre la fonction publique en tant que conseillère spéciale en communication stratégique et partenariat auprès du  ministère d'état chargé de l'éducation. A ce poste, elle défend le programme innovant d'écoles alternatives qui a obtenu l'approbation de la FEC. La même année, elle est nommée membre du conseil économique de l'état de Nasarawa par le gouverneur,. 
En 2020, Imaan est nommée directrice générale de l'Agence Nationale pour l'Interdiction de la Traite des Personnes (NAPTIP), où elle contribue énormément pour le sort des personnes victimes de la traite. Elle travaille également pour le renforcement de la réponse nationale à la lutte contre la migration irrégulière,,. 
En juin 2021, Imaan devient commissaire fédérale à la commission nationale pour les refugiés, les migrants et les déplacés internes et y lance plusieurs programmes parmi lesquels Projet 5s, Project Educate All, Project Skill Up, Project Total Health, Project Zero Hunger, Project Light Up and Project Resettlement Cities among others.
En 2023, elle est nommée ministre secrétaire d'Etat de la police par le président Bola Tinubu.

## Œuvre sociale
Imaan est cofondatrice et présidente de Beehive Initiative actuellement appelé BumbleeBee Civic Initiative: une plateforme axée sur l’éducation et le mentorat des femmes en politique et sur la création d’une conscience civique.